# Цвинтар на Збоїщах
Цви́нтар на Збо́їщах (пол. Cmentarz na Zboiskach) — колишній сільський цвинтар підміського села Збоїща, яке 1963 року стало частиною Львова. Цвинтар містився на північно-східній околиці міста. 

## Історія
Цвинтар був заснований в межах колишнього підміського села Збоїща. У 1970-1980-х роках радянською владою цвинтар закритий для поховань, а 1987 року зруйнований остаточно через побудову Північного житлового масиву, проте територію цвинтаря не забудували.
Донині збереглася вхідна брама з залишками муру, біля якої розташований символічний пам'ятник, складений із залишків надмогильних плит та увінчаний залізним хрестом з таблицею, на якій текст: «Перехожий! Скинь шапку та поклонись останкам Збоїщанського цвинтару знищеного більшовиками 1987 року». 
1990 року членами Студентського братства Львівського державного медичного інституту впорядковано цвинтар на Збоїщах та встановлено березовий хрест на місці поховання УССів. Також за сприяння братства відбулося перепоховання останків УССів. Згодом, уже за часів незалежності, на території колишнього цвинтаря було встановлено декілька символічних монументів: два з них — це пам'ятні знаки братській могилі Українських Січових Стрільців, ше один — братській могилі вояків УПА. 
Короткий час на цвинтарі існувала братська могила польських вояків, загиблих у 1939 році, зруйнована пізніше радянською владою. Проте у роки незалежності віднайдено місце поховання польських вояків та встановлено на тому місці символічний пам'ятник, увінчаний дерев'яним хрестом та таблицею із написом: «Солдатам Війська Польського полеглим в обороні Вітчизни у вересні 1939 року».

## Галерея

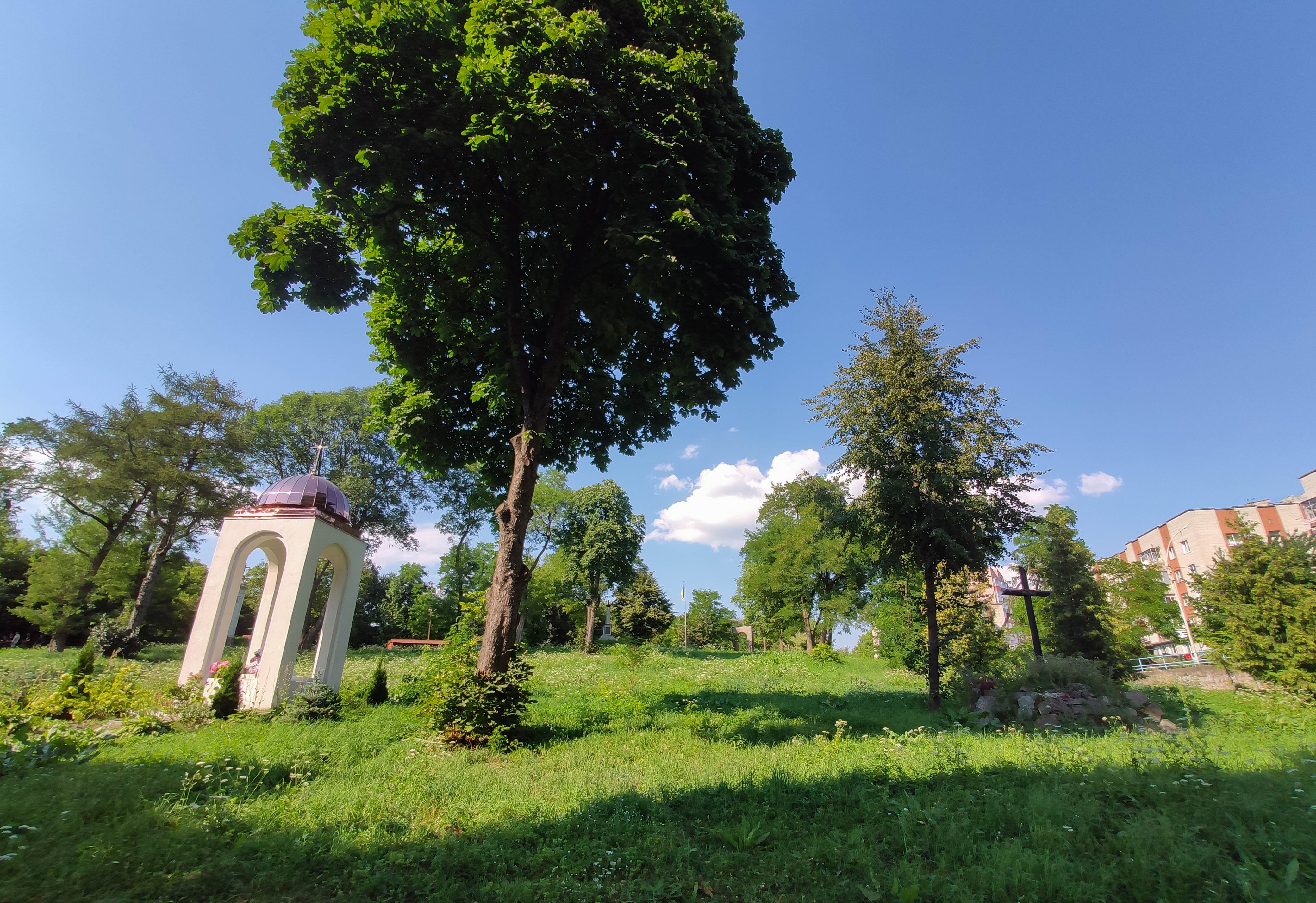
Каплиця і хрест на старому цвинтарі на Збоїщах
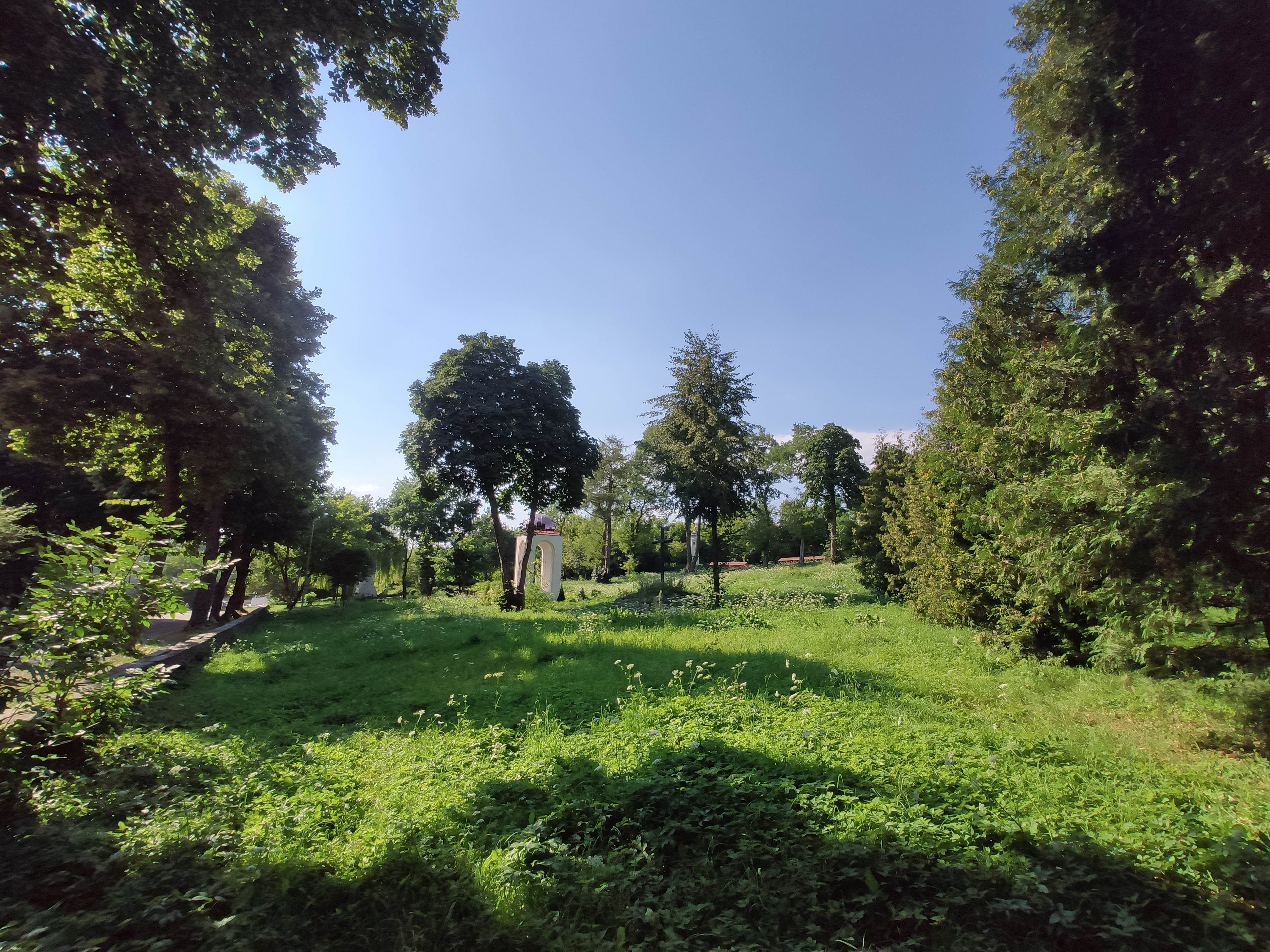
Панорама цвинтаря на Збоїщах з боку арки